# 北青郡
北青郡（プクチョンぐん）は、朝鮮民主主義人民共和国咸鏡南道に属する郡。

## 地理
郡域は日本海に面するが、郡の中心地である北青邑は内陸部に位置する。咸鏡山脈に抱かれた山がちな地形であり、徳城郡に源を発する南大川が南北に貫いて狭い平野を形成している。南大川は下流では新浦市との境界となり、日本海に注ぐ。
南に新浦市、西に洪原郡、北に徳城郡、東に利原郡と接する。

## 行政区画
1邑・2労働者区・38里を管轄する。
| - 北青邑（プクチョンウプ） - 新北青労働者区（シンブクチョンノドンジャグ） - 新昌労働者区（シンチャンノドンジャグ） - 乾自里（コンジャリ） - 景安坮里（キョンアンデリ） - 唐隅里（タンウリ） - 徳音里（トグムニ） - 東島里（トンドリ） - 羅荷坮里（ラハデリ） - 羅興里（ラフンニ） - 良家里（リャンガリ） - 龍田里（リョンジョンニ） - 馬山里（マサンニ） - 晩春里（マンチュンニ） - 文洞里（ムンドンニ） - 盤松里（パンソンニ） - 宝泉里（ポチョンニ） - 鳳儀里（ポンイリ） - 富洞里（プドンニ） - 上立石里（サンニプソンニ） - 上細洞里（サンセドンニ） | - 西里（ソリ） - 新上里（シンサンニ） - 安谷里（アンゴンニ） - 楊川東里（ヤンチョンドンニ） - 楊川西里（ヤンチョンソリ） - 芸昇里（イェスンニ） - 梧坪里（オピョンニ） - 獐項里（チャンハンニ） - 鐘山里（チョンサンニ） - 竹上里（チュクサンニ） - 中里（チュンニ） - 仲坪里（チュンピョンニ） - 芝満里（チマンニ） - 青海里（チョンヘリ） - 青興里（チョンフンニ） - 初里（チョリ） - 土城里（トソンニ） - 坪里（ピョンニ） - 下細洞里（ハセドンニ） - 荷湖里（ハホリ） |

## 歴史
古くは高句麗・渤海・女真に属した。高麗が領域に収めたのち、元の支配下に入り、三撒と呼ばれた。1356年に高麗によって安北千戸防禦所が設置されて北青州、ついで青州と呼ばれるようになった。
朝鮮王朝時代には咸鏡道に属した。1417年、青州を改めて北青と呼ばれるようになった。世宗代に都護府となり、李施愛の乱以後は府に昇格した。
1895年には北青郡となり、1896年以降は咸鏡南道に属した。当時は現在の新浦市・徳城郡などの範囲を含んでいた。日本統治下でも若干の管轄区域の変更があったものの咸鏡南道に属した。
1945年8月15日時点では、北青・新浦・新昌の3邑と11面から構成されていた。北朝鮮成立後の1952年12月に行政区画の再編が行われた。これにより、郡の一部が新浦郡・徳城郡・新昌郡などに分割され、北青面・佳会面・厚昌面の全域と、俗厚面・新北青面・徳城面の各一部が北青郡として構成された（1邑18里）。
1974年には海沿いの新昌郡の廃止に伴い、その一部を編入した。

### 年表
この節の出典
- 1914年4月1日 - 郡面併合により、安山面が豊山郡に編入、平浦面が洪原郡に編入。北青郡に以下の面が成立。(17面)
  - 老徳面・良家面・青海面・新昌面・居山面・坪山面・厚昌面・陽化面・新浦面・楊川面・俗厚面・佳会面・上車書面・下車書面・徳城面・星垈面・泥谷面
- 1930年 - 老徳面が北青面に改称。(17面)
- 1931年4月1日 - 北青面が北青邑に昇格。(1邑16面)
- 1937年 (2邑12面)
  - 新浦面が新浦邑に昇格。
  - 良家面・楊川面および坪山面の一部が合併し、新北青面が発足。
  - 青海面が新昌面に編入。
  - 坪山面の残部が俗厚面に編入。
- 1942年4月1日 - 新昌面が新昌邑に昇格。(3邑11面)
- 1945年 (14面)
  - 北青邑が北青面に降格。
  - 新浦邑が新浦面に降格。
  - 新昌邑が新昌面に降格。
- 1952年12月 - 郡面里統廃合により、旧北青郡北青面・佳会面・厚昌面および俗厚面・新北青面・徳城面の各一部地域をもって、北青郡を設置。北青郡に以下の邑・里が成立。(1邑18里)
  - 北青邑・竹上里・青興里・鐘山里・唐隅里・中里・良家里・仲坪里・獐項里・文洞里・富洞里・梧坪里・羅興里・鳳儀里・初里・龍田里・新上里・安谷里・新北青里
- 1953年12月2日 (1邑20里)
  - 北青邑の一部が分立し、西里が発足。
  - 唐隅里・文洞里・初里の各一部が合併し、芝満里が発足。
- 1954年 (1邑21里)
  - 中里の一部が分立し、馬山里が発足。
  - 新北青里の一部が新昌郡楊川東里・楊川西里に分割編入。
- 1956年9月 - 徳城郡羅荷坮里の一部を編入。(1邑22里)
- 1957年4月13日 - 新北青里が新北青労働者区に昇格。(1邑1労働者区21里)
- 1958年 - 文洞里・初里の各一部が唐隅里に編入。(1邑1労働者区21里)
- 1974年1月 - 新昌郡新昌労働者区・乾自里・盤松里・上立石里・上細洞里・下細洞里・坪里・宝泉里・荷湖里・東島里・楊川西里・楊川東里・景安坮里・土城里・青海里・芸昇里・徳音里・晩春里を編入。(1邑2労働者区38里)

#### 新昌郡
- 1952年12月 - 郡面里統廃合により、咸鏡南道北青郡新昌面・居山面および俗厚面・新北青面の各一部地域をもって、新昌郡を設置。新昌郡に以下の邑・里が成立。(1邑22里)
  - 新昌邑・芸昇里・東島里・広川里・西興里・中興里・南興里・江湖里・琴湖里・青海里・盤松里・上立石里・坪里・下細洞里・宝泉里・楊川西里・徳音里・景安坮里・乾自里・晩春里・楊川東里・荷湖里・上細洞里
- 1954年 (1労働者区24里)
  - 新昌邑が新昌労働者区に降格。
  - 荷湖里・青海里の各一部が合併し、土城里が発足。
  - 琴湖里の一部が分立し、梧梅里が発足。
  - 北青郡新北青里の一部が楊川東里・楊川西里に分割編入。
- 1960年10月 - 新浦郡芳佳坮里・湖満浦里を編入。(1労働者区26里)
- 1961年 - 江湖里・芳佳坮里が合併し、江上里が発足。(1労働者区25里)
- 1974年1月 - 新昌郡廃止。
  - 新昌労働者区・晩春里・徳音里・芸昇里・青海里・景安坮里・楊川西里・楊川東里・東島里・荷湖里・宝泉里・坪里・下細洞里・上細洞里・上立石里・盤松里・乾自里・土城里が北青郡に編入。
  - 中興里・南興里・西興里・広川里・江上里・湖満浦里・梧梅里・琴湖里が新浦市に編入。

## 文化・観光
- 北青獅子ノルム（北青獅子戯）

タルチュムの一つで、獅子舞の一種。邪気払いのため旧暦1月15日に行われた。朝鮮戦争時に越南した住民の北青獅子ノルムは、大韓民国の無形文化財に指定されている。

## 交通

### 鉄道
平羅線（旧・咸鏡線）の新北青駅から北青線が分岐し、北青駅を経由して北に伸びている。
- 平羅線
  - 新北青駅 - 景安駅 - 居山駅 - 乾自駅
- 徳城線
  - 新北青駅 - 良家駅 - 北青駅 - 羅荷坮駅

## 出身者
- 李東元 － 韓国の外相、1926年北青郡出身。